# Back to Gaya
Back to Gaya és una pel·lícula d'animació en 3D per ordinador alemanya que va ser estrenada el 18 de març de 2004. Va ser dirigida per Lenard Fritz Krawinkel i
Holger Tappe.

## Trama
Està basa en la famosa sèrie de TV "Terra Màgica", en la qual es narra les aventures de Boo i Zino en un món imaginari anomenat Gaya. Gaya és la llar d'una raça de criatures bastant més petits que els humans, però que en tenen una estranya semblança. Però un dia tot va canviar, quan un doctor malèfic roba "La Pedra Encantada". En saber això tots els gaians estan preocupats perquè s'enfronten a l'extinció, però amb Boo, Zino, Alanta i els seus enemics "Els Snurks" emprendran una grandiosa aventura a la recerca de la preuada joia Dalamita.

## Producció
La pel·lícula va ser produïda per l'estudi de la Baixa Saxònia Ambient Entertainment, que també va fer el remake d'Urmel aus dem Eis (2006), la seva seqüela Urmel voll in Fahrt (2008) i la filmació de Kästner Konferenz der Tiere (2010). La major part de la pel·lícula es va realitzar amb el programari Maya i es va estrenar el 18 de març del 2004 als cinemes alemanys.
La cançó de la pel·lícula es diu "Hooray" i és de Frameless, un grup alemany de rock-pop.

## Nominacions
Ha estat nominada al premi internacional del Fantasporto i al Goya a la millor pel·lícula d'animació.